# Majadahonda
Majadahonda és un municipi d'Espanya pertanyent a la Comunitat de Madrid. Limita al sud amb Boadilla del Monte i a l'est amb Pozuelo de Alarcón, al nord amb Las Rozas de Madrid i a l'oest amb Villanueva de la Cañada i Villanueva del Pardillo.

## Història
Durant la presa de Madrid en la Guerra Civil espanyola va ser escenari de durs combats. La seva expansió ha estat accelerada, com en tots els pobles i ciutats pertanyents l'àrea metropolitana de Madrid. Compta amb gran quantitat de serveis i la presència de bastants empreses del sector terciari.